# Devakottai
Devakottai é uma cidade e um município no distrito de Sivaganga, no estado indiano de Tamil Nadu. Devakottai é a cidade maior e com mais população da comunidade nagarathar.

## Geografia
Devakottai está localizada a 9° 57′ N, 78° 49′ L. Tem uma altitude média de 52 metros (170 pés).

## Demografia
Segundo o censo de 2001,  Devakottai  tinha uma população de 40,846 habitantes. Os indivíduos do sexo masculino constituem 49% da população e os do sexo feminino 51%. Devakottai tem uma taxa de literacia de 80%, superior à média nacional de 59.5%: a literacia no sexo masculino é de 85% e no sexo feminino é de 75%. Em Devakottai, 10% da população está abaixo dos 6 anos de idade.